# Barry Watson
Michael Barret Watson (Traverse City, Michigan, 23 de abril de 1974) é um ator norte-americano, mais conhecido por seus papeis de Matt Camden em 7th Heaven, Brian Davis em What about Brian e Todd Deepler em Samantha Who?. 

## Biografia
Watson nasceu em Michigan, filho de Micahel Watson, que trabalhou como advogado e Linda Watson. Ele tem mais três irmãos, Scott, Kip e Christie Watson. Aos oito anos de idade, sua família se mudou para Dallas, Texas, onde ele iniciou sua carreira como modelo. Por um período de tempo, estudou teatro no Dallas Young Actors Studio. Quando já tinha catorze anos seus pais se divorciaram. Aos quinze anos de idade deixou a carreira inicial de lado e resolveu ir para a Califórnia (mas especificamente para Burbank), onde ele conseguiu imediatamente um contrato de seis meses para a telenovela da NBC, Days of Our Lives. Depois do fim de seu contrato, Watson voltou para o Texas, e se formou na Richardson High School em 1992.
Watson foi diagnosticado com a doença de Hodgkins (câncer no sistema linfático) em maio de 2002, e se afastou da série 7th Heaven, para buscar tratamento. Em abril de 2003, foi relatado que a doença já estava no fim, quase curada por completo, e ele começou a figurar na série novamente, estrelando no 150º episódio. 
Barry Watson está atualmente em seu segundo casamento. Seu primeiro casamento foi em 1996, com a atriz Laura Payne-Gabriel, a quem ele conheceu através da atriz Tori Spelling. Eles se divorciaram em 2000. Em dezembro de 2003, Watson se reuniu com a ex-colega de classe do ensino médio, Tracy Hutson. Eles se conheceram na época da escola e tiveram um breve romance antes de perder contato. Em 3 de agosto de 2004 eles ficaram noivos e em 14 de julho de 2006 se casaram. O primeiro filho do casal, Oliver Watson, nasceu em 2 de maio de 2005, e o segundo filho, Felix Watson, em 13 de novembro de 2007. A família reside em Los Angeles, Califórnia.

### Carreira
Aos dezenove anos ele retornou para Los Angeles, onde trabalhou como manobrista na boate House of Blues, enquanto fazia audição para papeis. Ele desempenhou papeis como convidado em alguns filmes para TV como O Ataque da Mulher de 50 Metros e Fatal Deception: Mrs. Lee Harvey Oswald ambos de 1993, e Co-ed Call Girl de 1996. Em seguida veio a série de TV, Baywatch. Eventualmente, ele foi escolhido para um papel menor na série de Aaron Spelling, Malibu Shores. Embora o seu papel tenha sido breve, ele o levou ao próximo projeto de Spelling, 7th Heaven. 7th Heaven, foi uma série de grande sucesso da WB e Watson finalmente ganhou o reconhecimento com o personagem Matt Camden. Em 1999, ele estrelou em seu primeiro longa-metragem com a estrela Katie Holmes no filme Tentação Fatal e fez uma participação especial no filme Onze Homens e um Segredo, com Brad Pitt, Julia Roberts e Matt Damon. Watson estrelou em dois episódios de 7th Heaven durante a sua décima temporada, mas não apareceu em nenhum episódio durante a décima primeira e última temporadas. Em 16 de abril de 2006, Watson estrelou como o personagem principal Brian Davis, na série da ABC, What about Brian. O espetáculo chegou ao fim em 26 de março de 2007. Watson também estrelou como Todd Deepler em outro sucesso da ABC, a série Samantha Who?, que acabou sendo cancelada em 2009. Já em 2012, Watson participará da série de TV Gossip Girl como Steven Spence, interesse amoroso de uma das protagonistas Serena van der Woodsen.
Barry Watson já foi escolhido pela revista People como uma das personalidades mais bonitas do mundo, e foi eleito um dos atores mais sensuais da televisão pela revista TV Guide, em 1996.

## Filmografia

### Cinema
| Ano  | Título                                  | Papel                  | Notas         |
| ---- | --------------------------------------- | ---------------------- | ------------- |
| 1993 | O Ataque da Mulher de 50 Metros         | Garoto                 | Para TV       |
| 1993 | Fatal Deception: Mrs. Lee Harvey Oswald | Jovem na estação de TV | Para TV       |
| 1996 | Co-ed Call Girl                         | Jack Collins           | Para TV       |
| 1999 | Tentação Fatal                          | Luke Churner           |               |
| 2001 | Onze Homens e um Segredo                | Barry Watson           | Não creditado |
| 2001 | When Strangers Appear                   | Jack Barrett           |               |
| 2002 | Curvas Perigosas                        | Dave/Daisy             |               |
| 2004 | Love on the Side                        | Jeff Sweeney           |               |
| 2005 | O Pesadelo                              | Tim                    |               |

### Televisão
| Ano         | Título            | Papel                         | Notas                 |
| ----------- | ----------------- | ----------------------------- | --------------------- |
| 1990        | Days of Our Lives | Randy                         | Episódio desconhecido |
| 1994        | The Nanny         | Greg                          | 1 episódio            |
| 1995        | Sister, Sister    | Barney                        | 2 episódios           |
| 1996        | Baywatch          | Thomas Edward "Cowboy" O'Hara | 1 episódio            |
| 1996        | Nash Bridges      | Trent                         | 1 episódio            |
| 1996        | Malibu Shores     | Seth                          | 5 episódios           |
| 2006 / 1996 | 7th Heaven        | Matt Camden                   | 196 episódios         |
| 2007 / 2006 | What about Brian  | Brian Davis                   | 24 episódios          |
| 2009 / 2007 | Samantha Who?     | Todd Deepler                  | 35 episódios          |

|- 
| 2012
| Gossip Girl
| Steven Spence 
| Sexta temporada
|}

## Prêmios e Indicações
| Ano  | Resultado | Premiação          | Categoria                                        | Título           |
| ---- | --------- | ------------------ | ------------------------------------------------ | ---------------- |
| 1999 | Indicado  | Teen Choice Award  | TV - Escolha de Ator                             | 7th Heaven       |
| 1999 | Indicado  | Young Artist Award | Melhor Performance em Série de TV - Elenco Jovem | 7th Heaven       |
| 2000 | Indicado  | Teen Choice Award  | Melhor Química                                   | Tentação Fatal   |
| 2000 | Indicado  | MTV Movie Award    | Melhor Beijo                                     | Tentação Fatal   |
| 2001 | Indicado  | Teen Choice Award  | TV - Escolha de Ator                             | 7th Heaven       |
| 2002 | Venceu    | Teen Choice Award  | TV - Escolha de Ator, Drama                      | 7th Heaven       |
| 2002 | Indicado  | Teen Choice Award  | TV - Escolha de Ator, Comédia                    | Curvas Perigosas |
| 2008 | Indicado  | Teen Choice Award  | Escolha de Ator de TV: Comédia                   | Samantha Who?    |